# Calls
Calls è una serie televisiva statunitense creata da Fede Álvarez per Apple TV+ e basata sull'omonima serie televisiva francese creata da Timothée Hochet. La serie, una co-produzione internazionale tra Apple TV+ e Canal+, ha debuttato il 19 marzo 2021.
Interpretata da un cast corale che comprende Lily Collins, Nick Jonas e Pedro Pascal, Calls racconta una storia di fantascienza attraverso l'uso esclusivo delle voci degli attori, accompagnati a schermo da effetti visivi astratti e dalla trascrizione dei dialoghi tra i personaggi.

## Trama
Attraverso una serie di conversazioni telefoniche tra loro interconnesse, un gruppo di persone inizia a vivere una serie di eventi che gettano le loro vite nel caos e che rischiano di portare il mondo alla distruzione.

## Episodi
| Stagione       | Episodi | Pubblicazione |
| -------------- | ------- | ------------- |
| Prima stagione | 9       | 2021          |

## Personaggi e interpreti
- Tim, interpretato da Nicholas Braun, doppiato da Stefano Crescentini.
- Camila, interpretata da Lily Collins, doppiata da Federica De Bortoli.
- Sara, interpretata da Karen Gillan, doppiata da Valentina Stredini.
- Mark, interpretato da Aaron Taylor-Johnson, doppiato da Gabriele Lopez.
- Rose, interpretata da Riley Keough, doppiata da Domitilla D'Amico.
- Andy, interpretato da Ben Schwartz, doppiato da Francesca Venditti.
- Madre, interpretata da Jennifer Tilly, doppiata da Ludovica Modugno.
- Julian, interpretato da Kyle McCarley, doppiato da Mirko Cannella.
- Patrick, interpretato da Mark Duplass, doppiato da Alessandro Rigotti.
- Alexis, interpretata da Judy Greer, doppiata da Georgia Lepore.
- Pedro, interpretato da Pedro Pascal, doppiato da Fabio Boccanera.
- Dott.ssa Katherine Beckett, interpretata da Rosario Dawson, doppiata da Daniela Calò.
- Layla, interpretata da Laura Harrier, doppiata da Elisa Carucci.
- Craig, interpretato da Gilbert Owuor, doppiato da Simone D'Andrea.
- Floyd, interpretato da Paul Walter Hauser, doppiato da Emiliano Coltorti.
- Darlene, interpretata da Edi Patterson, doppiata da Eleonora Reti.
- Ana, interpretata da Paola Núñez, doppiata da Antilena Nicolizas.
- Sam, interpretato da Nick Jonas, doppiato da Davide Perino.
- Frank, interpretato da Danny Huston, doppiato da Massimo Giuliani.
- Lou, interpretato da Shane Paul McGhie, doppiato da Mattia Billi.
- Daisy, interpretata da Tessa De Nicola, doppiata da Rosa Libero.
- Ramona, interpretata da Tiana Camacho, doppiata da Sara Ferranti.
- Dott.ssa Rachel Wheating, interpretata da Aubrey Plaza, doppiata da Benedetta Degli Innocenti.
- Skylar, interpretata da Joey King, doppiata da Margherita De Risi.
- Justin, interpretato da Jaeden Martell, doppiato da Tito Marteddu.
- Mamma, interpretata da Jenica Bergere, doppiata da Barbara De Bortoli.
- Generale Wilson, interpretato da Clancy Brown, doppiato da Stefano Mondini.
- Capitano Perry, interpretato da Johnny Sneed, doppiato da Massimiliano Manfredi.
- Denise, interpretata da Cynthy Wu, doppiata da Benedetta Ponticelli.
- Kaya, interpretata da Quinn Minichino Eakins, doppiata da Sofia Fronzi.
- Julie, interpretata da Melanie Minichino, doppiata da Valentina De Marchi.
- Dott. Robert Wheating, interpretato da Stephen Lang, doppiato da Ambrogio Colombo.
- Dott. Burman, interpretato da Danny Pudi, doppiato da Nanni Baldini.

## Produzione
Nel giugno 2018 venne riportato che Apple aveva ordinato una prima stagione completa di Calls, adattamento in lingua inglese in sull'omonima serie televisiva francese creata da Timothée Hochet. La serie è una coproduzione internazionale tra Apple e Canal+. La registrazione dei dialoghi della serie ebbe luogo nel 2020, durante la pandemia di COVID-19: gli attori hanno registrato i dialoghi separatamente, ognuno a casa propria a causa del lockdown. Nel marzo 2021 venne annunciato il cast vocale completo della serie.

## Distribuzione
Calls ha debuttato il 19 marzo 2021 sulla piattaforma di video on demand Apple TV+, in tutti i paesi in cui il servizio è disponibile. In Francia la serie è distribuita da Canal+.

### Edizione italiana
La direzione del doppiaggio e i dialoghi italiani sono curati da Daniele Giuliani per conto della Dubbing Brothers Int. Italia che si è occupata anche della sonorizzazione.

## Accoglienza
Sull'aggregatore di recensioni Rotten Tomatoes Calls ha una percentuale di gradimento 92%, basato su 12 recensioni con un voto medio di 7.8 su 10. Il commento del sito recita: "Ricordando gli immersivi serial dell'epoca d'oro della radio, Calls intreccia un inquietante mistero con eccezionali interpretazioni vocali e un'atmosfera disturbante -- lasciando che la narrazione visiva si crei da sola all'interno delle immaginazioni terrorizzate degli spettatori."

## Riconoscimenti
- 2021 – Primetime Emmy Awards[9]
  - Miglior Motion Design